# 1853 McElroy
1853 McElroy è un asteroide della fascia principale del diametro medio di circa 21,14 km. Scoperto nel 1957, presenta un'orbita caratterizzata da un semiasse maggiore pari a 3,0615644 UA e da un'eccentricità di 0,0549076, inclinata di 15,79176° rispetto all'eclittica.
Prende il nome da William David McElroy, biologo, biochimico, presidente del dipartimento di biologia presso la Johns Hopkins University dal 1956 al 1969, in seguito direttore della National Science Foundation (1969-1972) e cancelliere dell'Università della California a San Diego (1972-1980).